# Bërvenik
Bërvenik (albanisch auch Bërveniku⁠, serbisch Бревник Brevnik und serbisch Брвеник Brvenik) ist ein Dorf in der Gemeinde Podujeva im Kosovo. Es liegt in hügeligem Gebiet Ostkosovos unmittelbar an der Grenze zu Serbien, rund 20 Kilometer südöstlich von Podujeva. Seit 1999 ist das Dorf auch unter dem albanischen Namen Bederianë bzw. Bederiana bekannt.

## Demografische Daten

### Historische Entwicklung der Bevölkerung im Ort
| Jahr      | 1948 | 1953 | 1961 | 1971 | 1981 | 1991 | 2011 |
| --------- | ---- | ---- | ---- | ---- | ---- | ---- | ---- |
| Einwohner | 295  | 330  | 325  | 366  | 422  | 453  | 72   |

### Verteilung der Bevölkerung nach Nationalitäten (2011)
| Nationalität | Zahl | %   |
| ------------ | ---- | --- |
| Albaner      | 72   | 100 |
| Quelle:      |      |     |